# Pawliwśke (rejon zaporoski)
Pawliwśke (ukr. Павлівське) – wieś na Ukrainie, w obwodzie zaporoskim, w rejonie zaporoskim, siedziba hromady. W 2001 liczyła 462 mieszkańców.